# Batalla de Jafa (1192)
La batalla de Jafa fue un enfrentamiento que tuvo lugar durante las cruzadas y que libraron el ejército de sultán Saladino (Ṣalāḥ al-Dīn Yūsuf ibn Ayyūb) y las fuerzas cruzadas que acaudillaba el rey Ricardo I de Inglaterra (conocido como Ricardo Corazón de León). Fue el último choque de la Tercera Cruzada; después Saladino y Ricardo acordaron un armisticio. Aunque los cruzados no recuperaron Jerusalén, a los peregrinos cristianos se les permitió la entrada a la ciudad, y los cruzados conservaron una franja de territorio considerable entre Beirut y Jafa.
Aunque no fue uno de los acontecimientos principales de las cruzadas, su relevancia se debe a que obligó a Saladino a pactar y poner fin a las hostilidades con los cruzados. Fue un ejemplo de la determinación de Saladino y de la gallardía y habilidad táctica de Ricardo. Fue el último combate entre los dos soberanos antes de la ratificación del Tratado de Jafa que puso fin a la contienda. La batalla aseguró la presencia cruzada en el sur de Palestina.

## Preludio

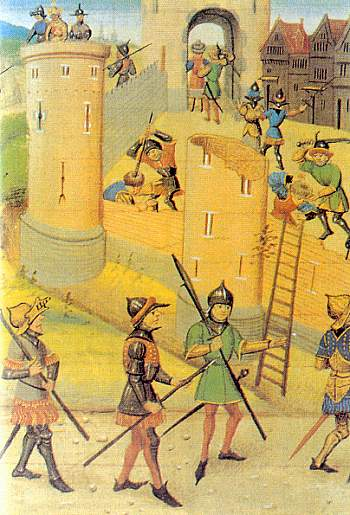
Batallas de la Tercera Cruzada, Jafa en el arte, Manuscritos en la Biblioteca del Arsenal, Saladino

El 7 de septiembre de 1191, tras la batalla de Arsuf, el ejército cruzado marchó de esta población a Jafa, que tomó y fortificó. Los cruzados esperaban poder emplear la ciudad como base para las operaciones de recuperación de Jerusalén. Según se acercó el invierno de 1191-1192, se celebraron algunas negociaciones intermitentes entre Ricardo y Saladino, pero no dieron fruto.
En noviembre de 1191, el ejército cruzado avanzó hacia Jerusalén. El 12 de diciembre, los emires obligaron a Saladino a disolver gran parte de su ejército. Al enterarse, Ricardo forzó la marcha y pasó la Navidad en Latrún. El ejército retomó luego su avance y alcanzó Beit Nuba, a tan solo diecinueve kilómetros de Jerusalén. El ánimo de los musulmanes era tan escaso que probablemente la ciudad se hubiese entregado a los cruzados si estos hubiesen llegado a ella. Sin embargo, el tiempo adverso (con frío intenso, lluvias continuas y granizadas) y el miedo a que el ejército, si asediaba Jerusalén, quedase atrapado entre esta y una fuerza que acudiese a socorrerla motivaron que se decidiese emprender la retirada hacia la costa.
Durante los meses de invierno, los hombres de Ricardo ocuparon Ascalón y reconstruyeron sus defensas, que Saladino había demolido. Durante la primavera de 1192, se alternaron las negociaciones con las escaramuzas. El ejército cruzado avanzó nuevamente hacia Jerusalén y llegó hasta las cercanías de la ciudad, pero las disensiones entre sus jefes determinaron que por segunda vez se retirase. Durante este periodo, Ricardo empezó a recibir inquietantes noticias de las actividades de su hermano Juan y del rey francés, Felipe Augusto. A finales de la primavera y principios del verano, se hizo cada vez más evidente que Ricardo tendría que regresar pronto a sus tierras a defender sus intereses frente a estos rivales.

## Disputa por Jafa

### Saladino conquista Jafa
El 5 de julio de 1192, Ricardo principió la retirada de Tierra Santa. Habiéndose percatado de que Jerusalén no podría defenderse incluso si fuese conquistada, empezó a retirar sus fuerzas del territorio. Casi inmediatamente después de la retirada de Ricardo, Saladino, todavía disgustado por la derrota reciente de Arsuf, vio la posibilidad de resarcirse y, el 27 de julio, asedió la ciudad de Jafa, que había servido de base de operaciones a Ricardo durante su avance hacia Jerusalén. La guarnición se batió con denuedo a pesar de la sorpresa por el inesperado ataque, pero finalmente tuvo que ceder ante el empuje enemigo. Tras tres días de encarnizados combates, los soldados de Saladino quebraron las defensas; los defensores se refugiaron en la ciudadela, desde la que lograron solicitar auxilio a Ricardo.

### Ricardo asalta Jafa desde el mar

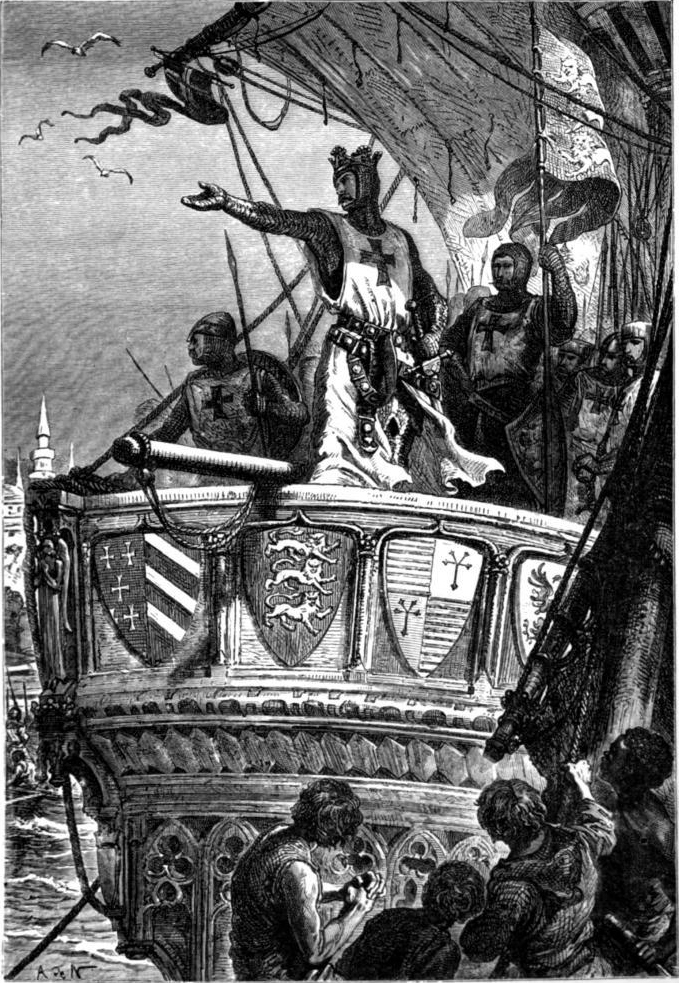
Ricardo despidiéndose de Tierra Santa, en una ilustración victoriana.

Ricardo aprestó un pequeño ejército, que incluyó un contingente notable de marineros italianos, y se apresuró a marchar al sur. Al ver ondear los estandartes musulmanes en las murallas, creyó que la ciudad se había perdido, hasta que uno de los defensores se acercó a nado hasta su barco y le informó de la apurada situación en la que se hallaba la ciudadela que aún resistía.
Sin descalzarse los chanclos marineros, el rey se lanzó al mar y nadó hasta la playa. Con su habitual gallardía y habilidad militar, el soberano encabezó una hueste de cincuenta y cuatro caballeros, varios centenares de peones y unos dos mil ballesteros genoveses y pisanos en la batalla contra los sitiadores. El ejército musulmán empezó a desbaratarse ante la repentina acometida de Ricardo; temía que las fuerzas del rey no fuesen sino la vanguardia de un ejército mucho mayor que acudía a socorrer la plaza. El soberano inglés encabezó el ataque y venció a los soldados de Saladino. Muchos de los prisioneros cristianos que se habían rendido retomaron las armas y participaron en el combate, aprovechando el caos que reinaba en las filas de sus captores. El ejército musulmán huyó de la ciudad en desbandada y Saladino solo pudo detener la huida y recuperar el orden cuando sus fuerzas se habían retirado más de ocho kilómetros de la costa.

## La batalla: la derrota del contraataque de Saladino
Cuando Saladino supo que nuevas fuerzas marchaban hacia Jafa desde Cesarea, decidió contraatacar y tratar de recuperarla antes de que llegasen estos refuerzos enemigos. La madrugada del 4 de agosto, las tropas musulmanas se concentraron en torno a las murallas, ocultándose en los campos con la intención de atacar al alba. Justo antes del amanecer, empero, un soldado genovés que paseaba por el lugar descubrió a los enemigos; el relincho de los caballos y el brillo de las armaduras confirmó sus sospechas. Los centinelas dieron la alarma, y Ricardo se apresuró a reunir a sus caballeros, peones y ballesteros para el inminente choque. Ordenó a la infantería, entre la que se hallaban caballeros que habían dejado sus monturas, que formase un muro de lanzas; los soldados debían poner rodilla en tierra y clavar sus escudos y lanzas. Los ballesteros se colocaron tras el muro de lanzas que los protegía, dispuestos por parejas, uno de cuyos miembros disparaba mientras el otro recargaba el arma. Delante de la infantería, se clavaron estacas puntiagudas de las usadas para fijar las tiendas, para estorbar las cargas de caballería. Ricardo formó una reserva con el resto de los caballeros.

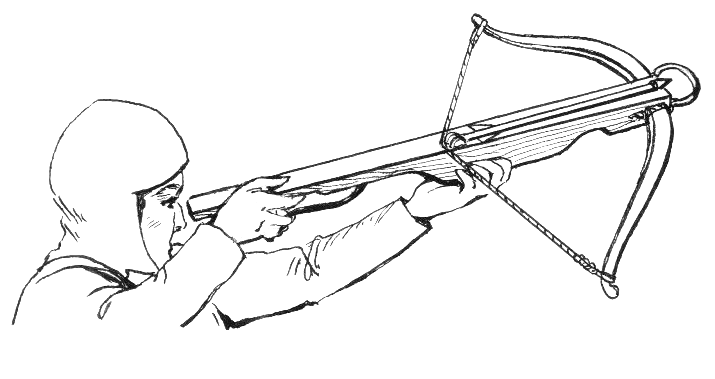
Ballesta de la Alta Edad Media.

La caballería ligera turca, egipcia y beduina amagó con varias cargas. En todos los casos, evitó chocar con la línea cruzada, que esperaba en vano se desbaratase ante la vista de la caballería a la carga. En cada acometida, los ballesteros infligieron abundantes bajas a los ayubíes. Las armaduras cristianas resistieron mejor las flechas sarracenas que las de estos los dardos de las ballestas cruzadas. Las fuerzas de Saladino, formadas totalmente por caballería, eran muy vulnerables a los proyectiles. Tras varias horas de combates, los dos bandos comenzaron a mostrar fatiga. Las bajas sufridas por las flechas y la imposibilidad de quebrar la línea enemiga desanimaron a los jinetes musulmanes, cuyos caballos estaban agotados por la acción continua. Finalmente una carga de los caballeros, de los que únicamente diez o quince iban montados, y de los lanceros, encabezada por el mismo rey Ricardo, los puso en fuga.
Mientras se libraba la batalla, un grupo de soldados ayubíes flanqueó al ejército cruzado y entró en Jafa. Los marineros genoveses que debían guardar las puertas apenas resistieron al enemigo y se retiraron a sus barcos. Sin embargo, antes de que los musulmanes pudiesen aprovechar la situación, Ricardo regresó al galope a la ciudad y agrupó a los defensores. Al anochecer, Saladino aceptó la derrota de sus fuerzas y ordenó la retirada. Baha' al-Din, soldado musulmán contemporáneo e historiador, escribió:

Me han asegurado que…  aquel día el rey de Inglaterra, lanza en ristre, recorrió a caballo la vanguardia de nuestro ejército, de derecha a izquierda, y ninguno de nuestros soldados salió de las filas para retarlo. El sultán, iracundo, abandonó el campo de batalla…

Se afirma que Saladino perdió setecientos soldados y mil quinientos caballos en el combate, mientras que los cruzados tuvieron solo dos muertos, pero numerosos heridos. Aun así, como en muchos otros enfrentamientos medievales, las cifras de pérdidas de las crónicas no son fiables. Abandonando a sus muertos, el ejército ayubí emprendió una larga y agotadora retirada a Jerusalén. Al alcanzarla Saladino ordenó reforzar las defensas, por si Ricardo decidía marchar contra ella de nuevo.

## Consecuencias
La derrota en Jafa marcó el fin del contraataque de Saladino. Los dos bandos se hallaban agotados y Palestina, arrasada. Poco después de la batalla, Ricardo cayó gravemente enfermo. Los adversarios pactaron una tregua de tres años, que incluyó la destrucción de las defensas de Ascalón y la devolución de la ciudad a Saladino, y la conservación de los cruzados del litoral que se extiende de Tiro a Jafa. Saladino retuvo Jerusalén, pero permitió que los peregrinos cristianos acudiesen a ella. Por su parte, la posesión de Jafa facilitó al reino cruzado la recuperación del control del litoral palestino desde su nueva capital, Acre.